# Grimsby : Agent trop spécial
Pour les articles homonymes, voir Grimsby.
Pour plus de détails, voir Fiche technique et Distribution.
Grimsby : Agent trop spécial (Grimsby) est un film américano-britannique réalisé par Louis Leterrier et sorti en 2016.
Le film reçoit des critiques globalement négatives et ne fait pas d'étincelles au box-office.

## Synopsis
Sebastian Graves est l'un des meilleurs agents du MI6, les services de renseignement britanniques. Il est contraint de partir en cavale avec son grand frère Kyle Alan "Nobby" Butcher, qu'il avait perdu de vue depuis plus de 20 ans. Ce dernier n’a aucun point commun avec son petit frère : alcoolique, vulgaire, hooligan et supporter acharné du Grimsby Town FC. Il vit avec sa femme Dawn Grobham et leurs 11 enfants à Grimsby dans le nord de l'Angleterre.

## Fiche technique
Sauf indication contraire, les informations mentionnées dans cette section peuvent être confirmées par la base de données cinématographiques IMDb,  présente dans la section « Liens externes ».
- Titre français et québécois : Grimsby : Agent trop spécial
- Titre original : Grimsby
- Titre américain : The Brothers Grimsby
- Réalisation : Louis Leterrier
- Scénario : Sacha Baron Cohen, Phil Johnston et Peter Baynham
- Musique : David Buckley et Erran Baron Cohen (en)
- Direction artistique : Stuart Kearns
- Décors : Kave Quinn
- Costumes : Paco Delgado
- Directeur de la photographie : Oliver Wood
- Montage : James Thomas
- Production : Sacha Baron Cohen, Eric Fellner et Nira Park

Producteurs délégués : Peter Baynham, Tim Bevan, James Biddle, Anthony Hines, Phil Johnston, Adam McKay, Louise Rosner, Todd Schulman et Ben Waisbren.
- Sociétés de production : Four by Two Films et Sony Pictures Entertainment
- Distribution : Sony Pictures Entertainment (États-Unis), Sony Pictures Releasing France (France)
- Budget : 35 000 000 $
- Pays de production :  Royaume-Uni et  États-Unis
- Langue originale : anglais
- Genre : comédie, espionnage
- Dates de sortie[1] :
  - Royaume-Uni : 24 février 2016
  - États-Unis : 11 mars 2016
  - France : 13 avril 2016
- Classification :
  - France : Avertissement (certaines scènes du film peuvent heurter la sensibilité des jeunes spectateurs), interdit aux moins de 12 ans à la télévision
  - États-Unis : R (interdit aux moins de 17 ans non accompagnés)

## Distribution
Sauf indication contraire, les informations mentionnées dans cette section peuvent être confirmées par la base de données cinématographiques IMDb,  présente dans la section « Liens externes ».
- Sacha Baron Cohen (VF : Emmanuel Curtil) : Norman « Nobby » Butcher
- Mark Strong (VF : Éric Herson-Macarel) : Sebastian Graves
- Rebel Wilson (VF : Edwige Lemoine) : Dawn Grobham
- Isla Fisher (VF : Audrey Sablé) : Jodie Figgis
- Annabelle Wallis (VF : Dorothée Pousséo) : Lina Smit
- Ian McShane (VF : Gérard Surugue) : le chef du MI6
- Gabourey Sidibe (VF : Marie-Philomène Nga) : Banu
- Penélope Cruz (VF : Ethel Houbiers) : Rhonda George
- Scott Adkins (VF : Jean-Luc Atlan) : Pavel Lukashenko
- Lex Shrapnel (en) (VF : Yann Pichon) : Steven Marber
- Sam Hazeldine (VF : Pierre Tissot) : Chilcott
- John Thomson (en) (VF : Loïc Houdré) : Bob Tolliver
- Nick Boraine (en) (VF : Julien Meunier) : Joris Smit
- Tamsin Egerton : Carla Barnes
- David Harewood : Black Gareth
- Johnny Vegas (en) : Milky Pimms
- Ricky Tomlinson (en) : Paedo Pete

 Source et légende : version française (VF) sur RS Doublage et selon le carton du doublage français sur le DVD zone 2.

## Production

### Genèse et développement
En août 2012, Sacha Baron Cohen révèle qu'il va à nouveau collaborer avec Phil Johnston pour écrire un film parodiant l'univers de James Bond, dans lequel un espion serait contraint de travailler avec son frère hooligan. Le Français Louis Leterrier est officialisé comme réalisateur en décembre 2013.
Le 13 février 2014, Paramount Pictures quitte le projet au profit de Sony Pictures Entertainment
L'apparence du personnage principal "Nobby" joué par Sacha Baron Cohen est inspirée du musicien Liam Gallagher.

### Attribution des rôles
Mark Strong rejoint la distribution en avril 2014. En juillet 2014, c'est au tour de Penélope Cruz.
Isla Fisher obtient également un rôle, sa première collaboration avec son époux Sacha Baron Cohen

### Tournage
Le tournage débute le 4 juin 2014 à la gare de North Weald et dans l'Epping Forest dans le comté d'Essex en Angleterre,. Après six semaines de tournage en Angleterre, le tournage se déplace en Afrique du Sud.

## Sortie et accueil

### Date de sortie
Alors que le film devait initialement sortir en France le 29 juillet 2015 et aux États-Unis le 31 juillet 2015, la sortie est finalement repoussée à mars 2016 aux États-Unis et avril 2016 en France.
Le studio Sony aurait tenté d'enterrer la promotion du film à cause d'une scène durant laquelle Donald Trump contracte le virus du Sida.